# Lógica informal
La lógica informal, o lógica no formal, es el estudio de los argumentos a posteriori en oposición al estudio técnico y teórico de la lógica matemática o lógica formal. Esta parte de la lógica se dedica principalmente a diferenciar entre formas correctas e incorrectas en que se desarrolla el lenguaje y el pensamiento cotidiano, en especial al estudio de los procesos para obtener conclusiones a partir de información dada, sin importar su forma lógica. Parte de que el pensamiento y el lenguaje humano es a menudo incorrecto, o tendencioso. Surgió en la década de los años 1970 como un subcampo de la filosofía. La primera obra en hablar acerca de esta disciplina fue La lógica y la retórica contemporánea (1971) de Howard Kahane.

## Falacias informales
Las falacias informales son un tipo de argumento incorrecto en el lenguaje natural. La fuente del error no se debe solo a la forma del argumento, como es el caso de las falacias formales, sino que también puede deberse a su contenido y contexto. Las falacias, a pesar de ser incorrectas, generalmente parecen ser correctas y, por lo tanto, pueden seducir las personas para que las acepten y las utilicen. Estas apariencias engañosas a menudo están conectadas con varios aspectos del lenguaje natural, como expresiones ambiguas o vagas, o con la presunción de premisas implícitas en lugar de hacerlas explícitas.
Tradicionalmente, se ha identificado un gran número de falacias informales, como la falacia del equívoco, la falacia de la anfibología, la falacia de composición y de división, el falso dilema, la petición de principio, el argumento ad hominem y el argumento ad ignorantiam. No hay un acuerdo general sobre cómo se deben agrupar las diversas falacias en categorías. Un enfoque que se encuentra a veces en la literatura es distinguir entre falacias de ambigüedad, que tienen su raíz en un lenguaje ambiguo o vago, falacias de presunción, que involucran premisas falsas o injustificadas, y falacias de relevancia, en las que las premisas no son relevantes para la conclusión a pesar de las apariencias de lo contrario.
El enfoque tradicional de las falacias ha recibido muchas críticas en la filosofía contemporánea. Esta crítica suele basarse en el argumento de que las supuestas falacias no son falaces en absoluto, o al menos no en todos los casos. Para superar este problema, se han propuesto enfoques alternativos de cómo concebir los argumentos y las falacias. Estos incluyen el enfoque dialógico, que concibe los argumentos como jugadas en un juego de diálogo cuyo objetivo es persuadir racionalmente a la otra persona. Este juego se rige por varias reglas. Las falacias se definen como violaciones de las reglas dialógicas que impiden el progreso del diálogo. El enfoque epistémico constituye otro marco. Su idea central es que los argumentos desempeñan un papel epistémico: pretenden ampliar nuestro conocimiento proporcionando un puente desde las creencias ya justificadas hasta las creencias aún no justificadas. Las falacias son argumentos que no alcanzan este objetivo al romper una regla de justificación epistémica. En el enfoque bayesiano, las normas epistémicas vienen dadas por las leyes de la probabilidad, que nuestros grados de creencia deberían rastrear.

## Críticas
Algunos sostienen la opinión de que la lógica informal no es una rama o subdisciplina de la lógica, o incluso de que no puede existir tal cosa como la lógica informal. Massey critica la lógica informal sobre la base de que no tiene una teoría que la sustente. La lógica informal, dice, requiere esquemas de clasificación detallada que la organice, como la teoría subyacente que es proporcionada en otras disciplinas. Sostiene que no existe un método para establecer la invalidez de una discusión aparte del método formal, y que el estudio de las falacias puede ser más de interés para otras disciplinas como la psicología que para la filosofía y la lógica.